# 박 (불교)
박(縛, 산스크리트어: bandhana)은 다음의 분류, 그룹 또는 체계의 한 요소이다.
- 번뇌의 여러 다른 이름 가운데 하나이다.

박(縛)은 결박(結縛) · 계박(繫縛) · 구속(拘束) · 속박(束縛) · 전박(纏縛) · 묶음의 뜻으로, 번뇌의 여러 다른 이름 가운데 하나이다. 번뇌가 마음을 결박하여 생사의 감옥에 가둔다는 것을 뜻한다. 즉, 번뇌가 마음을 묶어서 선법(善法)을 자유로이 사용하지 못하게 함으로써 이염(離染)을 가로막아 그 결과 생사의 감옥에 가두어진 상태에 계속 처하게 한다는 것을 뜻한다. 달리 말하면, 박(縛)은 번뇌가 유정의 마음을 3계에 계박하고 열반을 증득하지 못하게 한다는 측면을 강조하는 표현 또는 명칭이다.
박(縛)은 종종 계(繫, 산스크리트어: grantha) 또는 전(纏, 산스크리트어: paryavasthāna)과 동의어로도 사용된다. 예를 들어, 탐 · 진 · 치의 3박(三縛)을 3전(三纏)이라고 부르는 논서도 있다. 이들이 합쳐져 이루어진 계박(繫縛) · 전박(纏縛)이라는 낱말도 이들의 동의어로도 사용된다.
2박(二縛) · 3박(三縛) · 4박(四縛) 등으로 구분하며, 이들 가운데 탐박(貪縛) · 진박(瞋縛) · 치박(癡縛)의 3박이 가장 널리 쓰인다. 3박은 성문4과(聲聞四果) 가운데 제2과와 제3과인 일래과(一來果) · 불환과(不還果)의 증득과 특히 밀접한 관련이 있다.

## 경론별 설명

### 품류족론
부파불교의 설일체유부의 논서 《품류족론》 제1권에 따르면,
모든 결(結)을 또한 박(縛)이라고도 한다. 즉 결(結)과 박(縛)은 같은 말이다.

### 현종론
부파불교의 설일체유부의 논서 《현종론》 제27권에 따르면,
능히 계박한다는 뜻에서 박(縛)이라는 명칭을 설정한 것으로, 능히 계박(繫縛)한다는 것은 능히 이염(離染)으로 나아가는 것을 막는다는 것을 뜻한다. 이염(離染, 산스크리트어: virāga)은 이탐(離貪) 또는 이욕(離欲)이라고도 하는데, 좁은 뜻으로는 탐(貪)을 떠나는 것을 말하며  넓은 뜻으로는 모든 번뇌를 떠나는 것을 말한다. 박(縛)과 관련하여서는 후자를 뜻한다. 즉, 번뇌의 작용 가운데 하나가 번뇌를 끊고 번뇌로부터 떠나는 것, 즉 번뇌로부터의 해탈을 장애하는 것인데, 박(縛)은 번뇌의 이러한 측면을 특히 가리키는 명칭이다.
또한, 3박(三縛)에 대한 《현종론》 제27권의 설명에 따르면, 박(縛)은 그 상(相)이 결(結)과 동일하다. 즉, 결(結)이라고 하면 9결을 말하는데, 박(縛)도 실제로는 결(結)과 동일하게 9가지가 있지만, 본모(本母, matṛka, 논장의 일종)에 근거하여 박(縛)에 세 가지가 있다고 설한 것이다. 달리 말해, 3박은 9결을 축약한 것으로 9결을 포섭한다.

### 유가사지론
대승불교의 유식유가행파의 논서 《유가사지론》 제8권과 제89권에 따르면,
박(縛)은 번뇌의 다른 이름인 결(結) · 박(縛) · 수면(隨眠) · 수번뇌(隨煩惱) · 전(纏) · 폭류(暴流) · 액(軛) · 취(取) · 계(繫) · 개(蓋) · 주올(株杌) · 구(垢) · 상해(常害) · 전(箭) · 소유(所有) · 근(根) · 악행(惡行) · 누(漏) · 궤(匱) · 소(燒) · 뇌(惱) · 유쟁(有諍) · 화(火) · 치연(熾然) · 조림(稠林) · 구애(拘礙) 가운데 하나이다.
박(縛)은 번뇌가 유정으로 하여금 선행(善行)에 대해 '욕구하는 바 또는 희망하는 바[所欲]'를 따르지 않게 한다는 것[於善行不隨所欲]을 뜻한다. 즉, 선법(善法)을 자재하게 사용하지 못하게 한다는 것을 뜻한다. 즉, 박(縛)은 유정이 세간과 출세간의 선법을 실행하려고 의도할 때 번뇌가 유정으로 하여금 그 선법을 의도대로 실행하지 못하게 한다는 것을 뜻하는 명칭이다. 쉽게 말하면, 작심삼일(作心三日)을 일으키게 한다는 것을 뜻한다.
박(縛)은 특히 탐(貪) · 진(瞋) · 치(癡)의 3박(三縛)을 말한다. 즉, 3불선근(三不善根)을 말한다.

### 집론·잡집론
대승불교의 유식유가행파의 논서 《집론》 제4권과 《잡집론》 제6권에 따르면,
박(縛)은 번뇌의 다른 이름인 결(結) · 박(縛) · 수면(隨眠) · 수번뇌(隨煩惱) · 전(纏) · 폭류(暴流) · 액(軛) · 취(取) · 계(繫) · 개(蓋) · 주올(柱杌) · 구(垢) · 소해(燒害) · 전(箭) · 소유(所有) · 악행(惡行) · 누(漏) · 궤(匱) · 열(熱) · 뇌(惱) · 쟁(諍) · 치연(熾然) · 조림(稠林) · 구애(拘礙) 가운데 하나이다.
박(縛)은 특히 탐박(貪縛) · 진박(瞋縛) · 치박(癡縛)의 3박(三縛)을 말한다. 즉, 3불선근(三不善根)을 말한다.
탐박(貪縛)은 유정을 결박하여 괴고(壞苦)에 처하게 한다.
진박(瞋縛)은 유정을 결박하여 고고(苦苦)에 처하게 한다.
치박(癡縛)은 유정을 결박하여 행고(行苦)에 처하게 한다.
또한, 탐(貪) · 진(瞋) · 치(癡)로 인해 선가행(善加行) 즉 선한 방편에 대해 자재한 상태를 득하지 못하게 되므로, 번뇌를 박(縛)이라고 이름한다.

## 분류
아래 목록과 같은 분류가 있으며, 이 가운데 3박(三縛)이 가장 널리 쓰인다.
부파불교와 대승불교의 논서 《구사론》《유가사지론》 등에 따르면,
3박은 낙수 · 고수 · 사수의 3수를 소연으로 하여 탐 · 진 · 치의 속박이 증장하는 것에 근거하여 설정된 것이다.
- 2박(二縛): 능연박(能緣縛) · 소연박(所緣縛) — 유식유가행파
- 2박(二縛): 상박(相縛) · 조중박(粗重縛) — 유식유가행파
- 2박(二縛): 상응박(相應縛) · 소연박(所緣縛) — 설일체유부
- 2박(二縛): 자박(子縛) · 과박(果縛) — 대승불교 일반
- 3박(三縛): 탐박(貪縛) · 진박(瞋縛) · 치박(癡縛) - 불교 일반
- 4박(四縛): 욕애신박(欲愛身縛) · 진에신박(瞋恚身縛) · 계도신박(戒盜身縛) · 아견신박(我見身縛) - 초기불교, 부파불교

### 2박

#### 능연박·소연박
2박(二縛)은 능연박(能緣縛) · 소연박(所緣縛)을 말한다.
능연박(能緣縛)은 능연(能緣)을 결박한다는 것을 뜻한다. 즉, 소연(所緣) 즉 인식대상이 능연(能緣) 즉 마음[心]을 결박한다는 것을 뜻한다.
소연박(所緣縛)은 소연(所緣)에 구애(拘礙: 잡히고 얽매임)된다는 것을 뜻한다. 즉, 능연(能緣) 즉 마음[心]이 소연(所緣) 즉 인식대상에 얽매여서 자유롭지 못한 것을 뜻한다.

## 같이 보기
- 3도: 견도 · 수도 · 무학도
  - 견도: 16심 · 고법지인
  - 무학도: 34심
  - 성문 수행계위: 4향4과 - 10결(= 5하분결 + 5상분결)
  - 보살 수행계위: 52위
- 현관: 4제현관 · 6현관
- 유루와 무루
- 번뇌의 해석
- 번뇌의 다른 이름
  - 개 · 결 · 계 · 구 · 구애 · 궤 · 근 · 뇌 · 누 · 박 · 상해 · 소 · 소유 · 소해 · 수면 · 수번뇌 · 악행 · 액 · 열 · 유쟁 · 쟁 · 전 · 전 · 조림 · 주올 · 취 · 치연 · 폭류 · 화
- 번뇌의 작용
- 번뇌의 분류
  - 3루
  - 4액
  - 4취
  - 4폭류
  - 5부: 견고소단 · 견집소단 · 견멸소단 · 견도소단 · 수도소단 = 견소단 + 수소단
  - 5주지번뇌
  - 견혹 + 수혹 = 견소단 + 수소단 = 미리혹 + 미사혹 = 분별기 + 구생기
  - 근본번뇌 + 수번뇌
  - 번뇌장 + 소지장
- 번뇌 = 근본번뇌 + 수번뇌
  - 근본번뇌 = 수면
    - 3근본번뇌: 탐 · 진 · 치
    - 6수면: 탐 · 진 · 만 · 무명 · 견 · 의
    - 7수면: 욕탐 · 진 · 유탐 · 만 · 무명 · 견 · 의
    - 10수면: 탐 · 진 · 만 · 무명 · 유신견 · 변집견 · 사견 · 견취 · 계금취 · 의
    - 12수면: 욕탐 · 진 · 색탐 · 무색탐 · 만 · 무명 · 유신견 · 변집견 · 사견 · 견취 · 계금취 · 의
    - 98근본번뇌(설일체유부)
      - 견혹 = 견소단 = 미리혹 = 분별기: 설일체유부의 88근본번뇌
      - 수혹 = 수소단 = 미사혹 = 구생기: 설일체유부의 10근본번뇌

    - 128근본번뇌(유식유가행파)
      - 견혹 = 견소단 = 미리혹 = 분별기: 유식유가행파의 112근본번뇌
      - 수혹 = 수소단 = 미사혹 = 구생기: 유식유가행파의 16근본번뇌

  - 수번뇌 = 전
    - 8전 · 10전 · 6번뇌구
    - 19수번뇌(설일체유부)
      - 소번뇌지법의 10가지 모두: 분 · 부 · 간 · 질 · 뇌 · 해 · 한 · 첨 · 광 · 교
      - 대불선지법의 2가지 모두: 무참 · 무괴
      - 대번뇌지법의 6가지 가운데 5가지: 방일 · 해태 · 불신 · 혼침 · 도거
      - 부정지법의 8가지 가운데 2가지: 수면 · 악작

    - 20수번뇌(유식유가행파)
      - 소수번뇌심소의 10가지 모두: 분 · 한 · 부 · 뇌 · 질 · 간 · 광 · 첨 · 해 · 교
      - 중수번뇌심소의 2가지 모두: 무참 · 무괴
      - 대수번뇌심소의 8가지 모두: 도거 · 혼침 · 불신 · 해태 · 방일 · 실념 · 산란 · 부정지
- 번뇌 = 잡염 = 유부무기 + 불선
  - 유부무기
    - 욕계의 번뇌의 일부 · 색계의 번뇌 · 무색계의 번뇌
    - 4근본번뇌(말나식의 4번뇌: 아치 · 아견 · 아만 · 아애)

  - 불선 · 악
    - 욕계의 번뇌의 대다수
    - 불선근
    - 5악 · 10악
- 번뇌 = 108번뇌 = 98수면 + 10전
- 번뇌 = 개: 5개
- 번뇌 = 결: 2결 · 3결 · 4결 · 5결 · 9결 · 10결(= 5하분결 + 5상분결) · 98결 · 108결
- 번뇌 = 구애: 3구애 · 5구애
- 번뇌 = 뇌: 3뇌
- 번뇌 = 누: 3루
- 번뇌 = 박: 3박 · 4박
- 번뇌 = 사: 7사 · 10사 · 98사 · 128사
- 번뇌 = 악행: 3악행
- 번뇌 = 취: 2취 · 4취

## 참고 문헌
- 고려대장경연구소. 《고려대장경 전자 불교용어사전》. 고려대장경 지식베이스 / (사)장경도량 고려대장경연구소. |title=에 외부 링크가 있음 (도움말)
- 곽철환 (2003). 《시공 불교사전》. 시공사 / 네이버 지식백과. |title=에 외부 링크가 있음 (도움말)
- 미륵 지음, 현장 한역, 강명희 번역 (K.614, T.1579). 《유가사지론》. 한글대장경 검색시스템 - 전자불전연구소 / 동국역경원. K.570(15-465), T.1579(30-279). |title=에 외부 링크가 있음 (도움말)
- 세우 지음, 현장 한역, 송성수 번역 (K.949, T.1542). 《아비달마품류족론》. 한글대장경 검색시스템 - 전자불전연구소 / 동국역경원. K.949(25-149), T.1542(26-692). |title=에 외부 링크가 있음 (도움말)
- 세친 지음, 현장 한역, 권오민 번역 (K.955, T.1558). 《아비달마구사론》. 한글대장경 검색시스템 - 전자불전연구소 / 동국역경원. K.955(27-453), T.1558(29-1). |title=에 외부 링크가 있음 (도움말)
- 안혜 지음, 현장 한역, 이한정 번역 (K.576, T.1605). 《대승아비달마잡집론》. 한글대장경 검색시스템 - 전자불전연구소 / 동국역경원. K.576(16-228), T.1606(31-694). |title=에 외부 링크가 있음 (도움말)
- 운허.  동국역경원 편집, 편집. 《불교 사전》. |title=에 외부 링크가 있음 (도움말)
- 중현 지음, 현장 한역, 권오민 번역 (K.957, T.1563). 《아비달마장현종론》. 한글대장경 검색시스템 - 전자불전연구소 / 동국역경원. K.957(28-1), T.1563(29-777). |title=에 외부 링크가 있음 (도움말)
- (영어) DDB. 《Digital Dictionary of Buddhism (電子佛教辭典)》. Edited by A. Charles Muller. |title=에 외부 링크가 있음 (도움말)
- (중국어) 미륵 조, 현장 한역 (T.1579). 《유가사지론(瑜伽師地論)》. 대정신수대장경. T30, No. 1579. CBETA. |title=에 외부 링크가 있음 (도움말)
- (중국어) 佛門網. 《佛學辭典(불학사전)》. |title=에 외부 링크가 있음 (도움말)
- (중국어) 星雲. 《佛光大辭典(불광대사전)》 3판. |title=에 외부 링크가 있음 (도움말)
- (중국어) 세우 조, 현장 한역 (T.1542). 《아비달마품류족론(阿毘達磨品類足論)》. 대정신수대장경. T26, No. 1542, CBETA. |title=에 외부 링크가 있음 (도움말)
- (중국어) 세친 조, 현장 한역 (T.1558). 《아비달마구사론(阿毘達磨俱舍論)》. 대정신수대장경. T29, No. 1558, CBETA. |title=에 외부 링크가 있음 (도움말)
- (중국어) 중현 조, 현장 한역 (T.1563). 《아비달마장현종론(阿毘達磨藏顯宗論)》. 대정신수대장경. T29, No. 1563, CBETA. |title=에 외부 링크가 있음 (도움말)